# Silver City (Nou Mèxic)
Silver City és una població dels Estats Units i seu del comtat de Grant a l'estat de Nou Mèxic. Segons el cens del 2000 tenia 10.545 habitants.

## Demografia
Segons el cens del 2000, Silver City tenia 10.545 habitants, 4.227 habitatges, i 2.730 famílies. La densitat de població era de 401,5 habitants per km².
Dels 4.227 habitatges en un 30% hi vivien nens de menys de 18 anys, en un 44,6% hi vivien parelles casades, en un 15,4% dones solteres, i en un 35,4% no eren unitats familiars. En el 30,3% dels habitatges hi vivien persones soles l'11,9% de les quals corresponia a persones de 65 anys o més que vivien soles. El nombre mitjà de persones vivint en cada habitatge era de 2,4 i el nombre mitjà de persones que vivien en cada família era de 3.
Per edats la població es repartia de la següent manera: un 25% tenia menys de 18 anys, un 11,4% entre 18 i 24, un 24,2% entre 25 i 44, un 23,1% de 45 a 60 i un 16,3% 65 anys o més.
L'edat mediana era de 37 anys. Per cada 100 dones de 18 o més anys hi havia 85,7 homes.
La renda mediana per habitatge era de 25.881$ i la renda mediana per família de 31.374$. Els homes tenien una renda mediana de 28.476$ mentre que les dones 18.434$. La renda per capita de la població era de 13.813$. Aproximadament el 17,7% de les famílies i el 21,9% de la població estaven per davall del llindar de pobresa.

## Poblacions més properes
El següent diagrama mostra les poblacions més properes.